# Cleli (comandant)
Cleli (llatí: Cloelius) va ser un comandant d'un exèrcit d'eques i volscs que va assetjar Ardea l'any 443 aC cridat pels plebeus de la ciutat que s'havien revoltat i havien expulsat als aristòcrates. Formava part de la gens Clèlia.
Mentre era a la vora de la ciutat va arribar el cònsol romà Marc Gegani Macerí, cridat pels optimates. Els assetjadors van ser assetjats, els romans van formar línies de defensa al seu entorn i no van permetre la seva sortida fins que el seu general es rendís. Cleli va ser mostrat com a captiu al triomf del cònsol a Roma i després, com era normal, executat.